# Зильберберг, Макс
Макс Зильберберг (27 февраля 1878 в Нойруппин; после 1942 в гетто Терезиенштадт или концлагере Освенцим) — немецкий предприниматель, коллекционер предметов искусства и меценат. В Бреслау он возглавлял предприятие, поставлявшее для металлургии магнезитовые упоры. Его коллекция состояла преимущественно из живописи, рисунков, скульптур немецких и французских мастеров XIX и XX столетия. Здесь находились работы таких знаменитых мастеров, как Макс Либерман, Пьер-Огюст Ренуар или Винсент Ван Гог. Правда от некоторых из работ владельцу пришлось избавиться ещё в 1932 во времена Великой депрессии. После прихода к власти нацистов Зильберберг преследовался как еврей, и был лишён имущества и коллекции. Сегодня работы из его собрания можно найти в различных музеях и частных собраниях. Наследникам Зильберберга часть работ была возвращена лишь в 1990 году.

## Биография
Макс Зильберберг родился в 1878 году в семье портного Исидора Зильберберга в городке Нойруппин на севере земли Бранденбург. В семье, принадлежавшей к кругу ассимилированных евреев, были достаточно простые отношения. В то время как сестра Маргарита обучалась портновскому делу, Макс посещал гимназию. После окончания юным Зильбербергом военной службы семья переехала в Бойзен в Верхней Силезии. Возможно здесь Макс изучал торговое дело и в возрасте 24 лет поступил на работу в качестве торгового представителя металлообрабатывающей фабрики М. Вайсенберга. Предприятие, входившее в состав картеля объединений магнезитовых предприятий, производило огнеупорные строительные материалы для облицовки доменных печей. Позднее Зильберберг женится на Иоханне Вайсенберг, дочери владельца фабрики и становится совладельцем предприятия. 8 ноября 1908 года у них рождается сын Альфред.

В 1920 году Макс Зильберберг переезжает со своей семьёй в Бреслау. Семья поселяется на большой вилле по улице Ландсбергер 1-3 (ныне — ул. Кутновска). Столовая в доме, включая мебель и ковры, была сделана по эскизам архитектора Августа Энделя в 1923 году в стиле Ар-деко. Позднее стены украсились выдающимися произведениями живописи из собрания Зильберберга, где преобладали французские и немецкие мастера XIX и XX столетия. Кроме того, Зильберберг собрал обширную библиотеку по истории искусств, прежде всего, литературу на французском о современном искусстве. Вследствие Великой депрессии в 1932 году коллекционеру пришлось расстаться с 30 основными работами из коллекции. Среди них были картины Клода Моне, Ван Гога и Ренуара — все они были проданы на парижском аукционе.
Зильберберг принимал активное участие в культурной жизни Бреслау и приглашал в свой дом для докладов на тему еврейской истории всех желающих. Он немало сделал для сохранения еврейской истории и культуры и принадлежал к основателям Объединения Еврейского музея в Бреслау, чьим первым председателем Зильберберг был с марта 1928 года. В 1929 году, вместе с директором Дворца — Музея в Бреслау Эрвином Хинце, он становится одним из организаторов выставки «Иудаизм в истории Силезии». Как меценат, Зильберберг поддерживает Еврейский музей и дарит музею серебряный тас (щит для Торы) XVIII века и яд (руку — указку для Торы). В дальнейшем Зильберберг входит в попечительский совет Силезского музея изобразительных искусств и становится членом и главой Общества друзей искусства, которое поддерживало музей.
С приходом к власти нацистов для Зильберберга и всех евреев Германии наступают тяжёлые времена. Евреи подвергаются дискриминации, их лишают гражданских прав и принудительно отбирают имущество. Зильберберг лишается всех своих официальных званий и должностей. 1935 году штурмбаннфюрер СС Эрнст Мюллер предлагает использовать виллу Зильберберга для нужд службы безопасности СС, и Зильбербергу срочно приходится продать виллу по стоимости ниже рыночной. Вследствие этого Зильберберг с семьёй переезжает в небольшую съёмную квартиру и вынужден лишиться значительной части своей коллекции, которая выставляется для торгов на аукционе Берлинского аукционного Дома Граупе. Наряду с живописью и рисунками Адольфа фон Менцеля, Дега, Сезанна и других, скульптурами Родена, на аукцион попадает и обширная библиотека Зильберберга.
Во время Хрустальной ночи 9 ноября 1938 года сына Зильберберга Альфреда отправили в концентрационный лагерь Бухенвальд, где он проводит восемь недель. Альфред смог покинуть лагерь, лишь обязавшись в кратчайшие сроки уехать из Германии. Вместе со своей женой Гердой он вскорости эмигрирует в Великобританию. Из-за дискриминационного налога, которым были дополнительно обложены все евреи, т. н. «Еврейского имущественного сбора» (Judenvermögensabgabe) финансовая ситуация Макса Зильберберга ощутимо ухудшается. Кроме того, Зильберберг был вынужден уплатить налог на побег из Рейха, без уплаты которого ни он, ни его жена не могли выехать из страны. В ноябре 1938 года фирма Вайсенберга подвергается «ариизации» (принудительному отчуждению имущества еврейских граждан Германии) и переходит во владение бреславского промышленника Карла Вильгельма. Налоговое ведомство Южного Бреслау берёт в залог владение Зильберберга, мотивируя свои действия мнимой задолженностью по неуплате налогов. А прежде состоятельный коллекционер живёт в нищете. Оставшиеся предметы искусства из своей коллекции Макс Зильберберг был вынужден частично продать Силезскому Музею изобразительных искусств. Непроданная часть осталась в «ариизированной» фирме Вайсенберга. Наряду с этим музей отобрал «Натюрморт с яблоками и пореем» Карла Шуха, который ещё в 1920 году Макс Зильберберг завещал музею с условием, что натюрморт будет находиться в доме Зильберберга вплоть до его кончины, а лишь затем отойдёт музею. Лишь малая часть коллекции Зильберберга, одиночные рисунки, мелкая пластика Георга Кольбе оставалась в собственности Зильберберга вплоть до 1940 года, пока Музей изобразительных искусств в Бреслау их не «ариизировал».
В конце 1941 года живущий в лондонском изгнании сын Зильберберга Альфред получает последнюю информацию от своих родителей.
Макс и Иоханна Сильберберг прибыли в 1942 году в сборный лагерь монастыря Грюссау, из которого они 3 мая 1942 года были депортированы, предположительно, в гетто Терезиенштадта. О точном времени и месте смерти их ничего не известно. Различные историки предполагают, что Макс и Иоханна Зильберберг были убиты в лагере Освенцим. По окончании второй мировой войны 8 мая 1945 года Альфред Зильберберг объявил своих родителей умершими.

### Происхождение коллекции
К началу XX века Макс Зильберберг собирает одну из самых известных коллекций в Германии. При её создании Зильберберг прислушивался к советам Хайнца Брауне, который с 1916 года возглавлял Силезский Музей изобразительных искусств в Бреслау. В отличие от музеев Берлина, Мюнхена или Гамбурга до первой мировой войны музей Бреслау был закрыт для экспозиции современных течений в искусстве. Эта ситуация изменилась с приходом Брауне, который до того работал ассистентом у Гуго фон Чуди в Новой Пинакотеке в Мюнхене, где стал зачинателем собрания работ французских современников. В качестве свидетельства обмена между Брауне и Зильбербергом можно привести три работы, переданные в Музей Бреслау. Среди них наряду с «Натюрмортом с яблоками и пореем» Карла Шуха находятся рисунок Ганса Пурмана и рисунок Макса Бекмана.
Поскольку в Бреслау не было сколько-нибудь достойных упоминания торговцев картинами, Зильберберг, как и другие бреслаусские коллекционеры, например, Лео Левин или Измар Литтман, приобретал предметы искусства через берлинских торговцев.
Прежде всего поставщиком в его коллекцию был Пауль Кассирер. К тому же Зильберберг активно обменивался картинами с историком искусств Юлиусом Майером-Грефе, у которого он снова наталкивается на таких художников, как Макс Либерман, Георг Кольбе и Ганс Пурман.
Помимо этого он покупает работы в галерее Танхаузер в Люцерне или на так называемом «русском» аукционе в Берлине. По достоверным сведениям здесь он приобретает рисунок Жана-Батиста Грёза, который прежде находился в собрании Эрмитажа и который для приобретения валюты был предложен для продажи советским правительством.
В дальнейшем Зильберберг приобретал работы непосредственно из других коллекций. Сюда принадлежали, например живопись Клода Моне «Лодки на Сене», которая приобретена была у семьи художника. Также в его собственность поступали работы из собраний, которые распродавались вследствие Великой депрессии или же наследниками для покрытия долгов. Примером могут служить в данном случае приобретение из коллекции дрезденского собирателя Адольфа Ротенмундта или же бреслаусского коллекционера Лео Левина.

### Описание коллекции

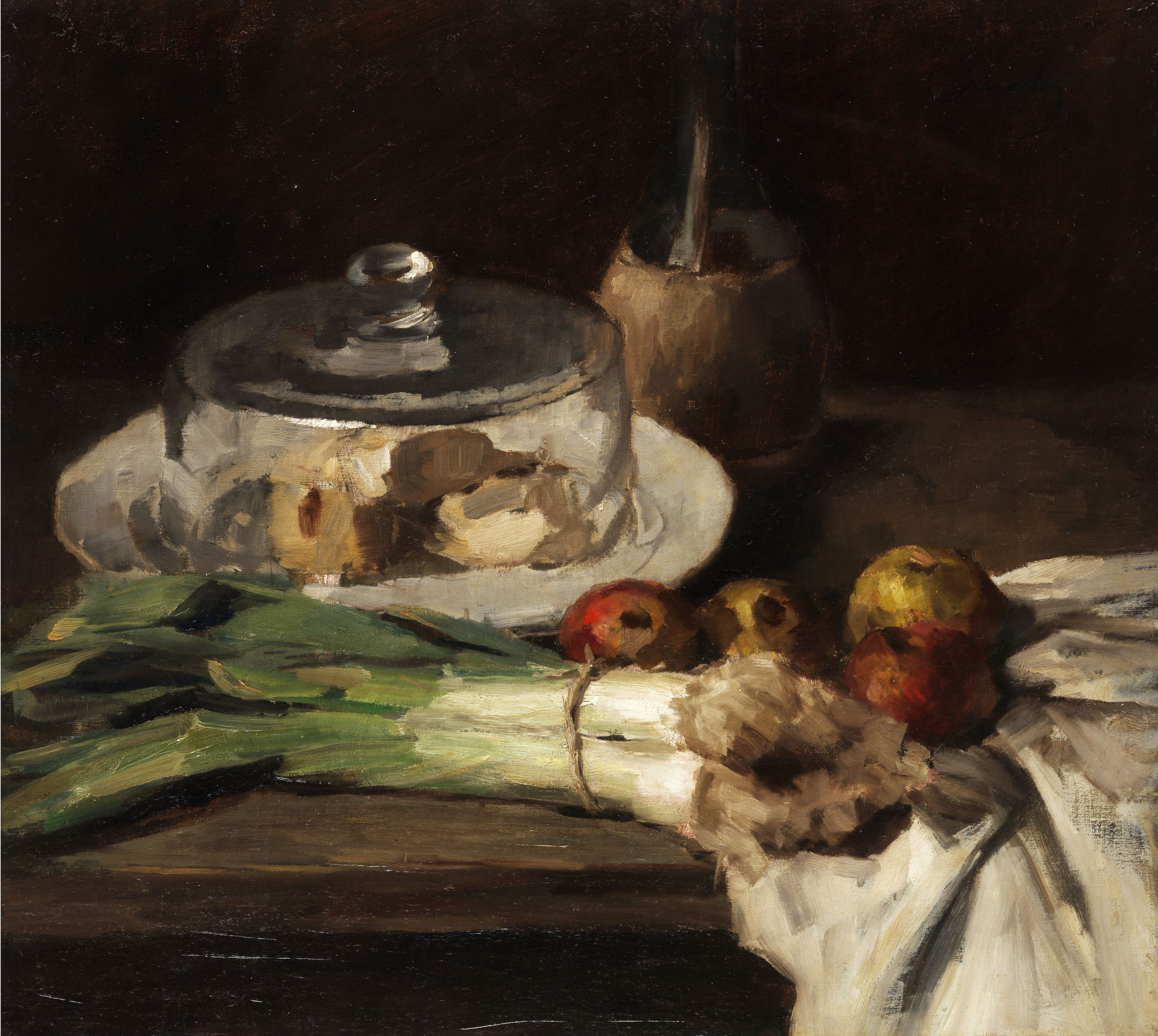
Карл Шух. Связка порея, яблоки и сырный колпак. 1880-е

Общий объём коллекции Зильберберга сегодня неизвестен, историки искусства говорят, что в коллекции было от 130 до 250 картин, рисунков и мелкой пластики.
Отправной точкой описания коллекции считается начало 1930-х годов, когда работы из коллекции появились в немецких журналах, а также в каталоге аукционов 1932 и 1935/36 годов.
Известные приобретения были сделаны Зильбербергом в Бойтене до 1931 года, где он купил первые работы Мюнхенской школы. За весьма короткое время Максу Зильбербергу удалось собрать одну из наиболее значительных в Германии коллекций французского и немецкого искусства XIX — начала XX столетия. К более поздним приобретениям принадлежит известный рисунок Грёза, бесценные кубки и кружки времён барокко и Ренессанса.
К работам немецкой живописи XIX ст. из собрания Зильберберга принадлежат множество работ Вильгельма Лейбля, среди них «Портрет мужчины в очках».
Картины «Дорога к церкви в Нойбурге близ Гейдельберга» и «Дама в белых чулках» Вильгельма Трюбнера также принадлежат коллекции, как и «Автопортрет в жёлтой шляпе» и "«Услада» (или «Навсикая приветствует потерпевшего крушение Одиссея») Ганса фон Маре, написанная в 1880 году.
Ещё один натюрморт немецкого художника Карла Шуха «Связка порея, яблоки и сырный колпак», что прежде был завещан Зильбербергом Музею в Бреслау, сейчас находится в Варшавском национальном музее. Также и работы немецких импрессионистов, таких как Макс Либерманн «На кухне» и «Рынок в Харлеме» или же «Сирень в стеклянной кружке» Ловиса Коринта. Эту часть коллекции Зильберберг дополнил рисунками Адольфа фон Менцеля, Ганса Пурманна и Отто Мюллера и скульптурами своего современника Георга Кольбе. Из представителей немецкоязычного зарубежья в коллекции находились рисунки Густава Климта и Пауля Клее, также «Горная цепь Штокхорн близ Тунского озера» Фердинанда Ходлера.
Основным направлением Собрания Зильберберга в области французской живописи были реализм и импрессионизм. Коллекционеру принадлежали живопись Эжена Делакруа «Алжирская женщина у колодца» (сегодня в частном собрании) и «Одалиска, отдыхающая на оттоманке» (сегодняшнее местонахождение — Фитц-вильям Музей, университет Кембридж, Великобритания), «Поэзия» Жана-Батиста Камилла Коро (ныне Вальраф — Ричарц Музей) и «Избушки в Нормандии» (Нортон Симон Музей). Кроме того Зильберберг приобретал работы Оноре Домье, Адольфа Монтичелли, Жана Франсуа Милле, но прежде всего Густава Курбе. Обнаружено, что коллекционеру принадлежали картины Густава Курбе: «Большой мост» (Художественная галерея Йельского университета), «Читающая девочка» (Национальная галерея искусств) и «Скалы в Хаутепьер» (Институт искусств в Чикаго).

### Возврат коллекции наследникам Зильберберга
После второй мировой войны наследники Макса Зильберберга столкнулись с существенными трудностями в деле восстановления прав на отобранное имущество и коллекцию картин. Бреслау отошёл к Польше, и документы, где было пошагово задокументировано отчуждение имущества Зильбербергов, были либо уничтожены, либо недоступны для наследников.
В то время как польские ведомства в основном отказывались от возмещения убытков за бывшие немецкие владения, например, за земельные участки, немецкие ведомства были не полномочны заниматься этим. Вследствие аукционов и дальнейших перепродаж бывшая коллекция была разбросана по свету, и местонахождение отдельных работ в большинстве случаев было неизвестно.
К тому же, согласно союзническому праву (ряд правовых законов, действовавших сразу после войны в Западной зоне) «потеря собственности посредством продажи» рассматривалась как разбой, если продажа осуществлялась под давлением или вследствие преследования, но отдельные государственные правила усложняли или делали вовсе невозможным возврат имущества.
В конце 1960-х годов многие из притязаний утратили срок давности.
Лишь в 1998 году «Вашингтонские соглашения» (Washington Principles), где срок давности был увеличен, позволили музеям и торговцам картинами пересмотреть свои принципы.
После смерти сына Зильберберга в 1984 году, невестке коллекционера Герде Зильберберг в 1998 году удалось добиться возврата ряда предметов искусства. Значительная часть коллекции считается по-прежнему утраченной.
Немецкие музеи столкнулись со множеством случаев возврата картин бывшим владельцам. Так в 2003 году Государственная галерея Штутгарта передала наследнице картину Жоржа Брака «Натюрморт с чайником». За картину Коро «Поэзия» Вальраф — Ричарц музей в Кёльне вернул наследнице финансовую компенсацию.
После распродажи Аукционного дома Граупе в 1935 году Национальная галерея Берлина унаследовала портрет кисти Ханса фон Маре «Мужчина в жёлтой шляпе», который в июле 1999 года был возвращён законной наследнице.
В декабре того же года картина была возвращена наследницей обратно в музей.
Другая живопись художника, «Услада» (или «Навсикая приветствует потерпевшего крушение Одиссея»), с аукциона 1935 года попала в Музей Висбадена в 1980 году в качестве дара. На первый взгляд владение Музеем было совершенно законным. Лишь в 2014 году между Музеем Висбадена и наследниками Зильберберга было достигнуто правовое и финансовое соглашение, согласно которому картина остаётся в музее. Также с аукциона Граупе происходит рисунок Ван Гога «Оливы в горах Альпиллеса», который в своё время был унаследован Обществом друзей Национальной галереи и находился в качестве дара в Гравюрном кабинете галереи. Этот рисунок Грета Зильберберг получила назад в качестве реституции от Государственного музея и в декабре 1999 года выставила для продажи на аукцион Сотбис, где его за 8,5 миллионов долларов приобрёл новый владелец. Другой рисунок, находившийся в собственности Гравюрного кабинета «Женщина в накидке» Каспара Давида Фридриха, и который Макс Зильберберг вынужден был передать налоговому ведомству в 1940 году для покрытия мнимого долга, был также передан наследнице в 1999 году. Другие работы из коллекции Зильберберга находятся в Музее Георга Шефера в Швайнфурте. По поводу работ «Рынок в Гарлеме» Макса Либермана и «Головка баварской девушки в шляпке» Вильгельма Лейбла, находящихся в музее, до сих пор между наследницей и музеем не достигнуто никакого соглашения.
Две работы, также до сих пор не возвращённые законной владелице, находятся в Швейцарии. Картина Фердинанда Ходлера «Горная цепь Штокхорн на Тунском озере» находится в качестве экспоната, переданного во временное пользование в Музее искусств Св. Галлена.
По сей день частные владельцы не могут решиться на возврат картин. Так остаётся спорным вопрос о владении собранием Фонда Эмиля Георга Бурле картиной Эдуарда Мане «Девушка в восточном костюме». Музей исходит из того (в отличие от наследницы), что картина с 1933 года вплоть до продажи её в 1937 году находилась не в Германии, следовательно продажа картины была осуществлена без насилия извне.
Зато живопись Макса Либермана «Швейная школа в воспитательном доме в Амстердаме», которая до недавнего времени находилась в Музее искусств Бюнднер, была возвращена наследнице.
По соглашению с наследницей живопись Гюстава Курбе «Скалы в Хаутепьер» пребывала в Чикагском институте искусств, а «Бульвар Монмартр. Весна» Камилла Писарро — в Музее Израиля в Иерусалиме.
Также достигнуто соглашение между наследницей и владельцами картин, которые хотели продать картины на аукционе.
Так уже в 2006 году на аукционе Сотбис согласно соответствующим договорённостям пейзаж Альфреда Сислея «Сена близ Сен-Маме» и «Алжирская девушка у колодца» Эжена Делакруа сменили владельцев. В качестве так называемых «трофеев» в Эрмитаже в Санкт-Петербурге находится рисунок из коллекции Зильберберга «Спина обнажённого мужчины» (или «Экорше»). Предыдущим владельцем там указан берлинский аукционер Пауль Граупе, несмотря на то, что этот рисунок был добыт из Национальной галереи Берлина. Возврат рисунка наследникам Зильберберга, как в прочих подобных случаях, с русской стороны ожидать не приходится. Польша, где также в Варшавском музее находятся работы из собрания Зильберберга, вплоть до сего дня уклоняется о решения вопроса о возврате работ наследникам.